# .366 ТКМ
.366 ТКМ (9.5х39 мм) — охотничий патрон калибра .366 для гладкоствольного оружия с частично нарезным стволом или нарезной насадкой «Парадокс», а также стволов со сверловкой Ланкастера. Первый охотничий патрон, разработанный в постсоветской России с 1991 года и запущенный в крупносерийное производство.
ТКМ в названии патрона является отсылкой на названию компании, создавшей патрон (ТК — «Техкрим») и первому производителю оружия под него (М — завод «Молот»).

## Описание
Патрон основан на гильзе патрона 7,62 × 39 обр. 1943 г. В результате получился некий мощный гражданский аналог военного дозвукового патрона 9 × 39 мм, который используют обычно в малошумном оружии. Патрон пригоден для самостоятельного снаряжения, однако это осложнено относительно малой распространенностью в мире и отсутствием массового выпуска матриц для его снаряжения. Позиционирование патрона в патроннике оружия выполнено по дульцу (по аналогии с пистолетными патронами).
Предназначен для охоты на животных массой до 200 кг на расстоянии до 150—200 метров, учебно-тренировочной стрельбы и самообороны. Баллистические характеристики позволяют уверенно поражать:
- грудную фигуру на расстоянии до 150 м;
- ростовую фигуру на расстоянии до 200 м.

## Технические характеристики
- Калибр гладкой части ствола: 9,50 мм или 0,374 дюйма. Калибр назван «366 ТКМ» по той причине, что сначала был сертифицирован патрон .366 калибра, но после исследований и испытаний было решено увеличить калибр ствола до 9,50 мм, а пули до 9,58 мм (.377 дюйма) без изменения названия.
- Длина гильзы: 37,5 мм.
- Масса пули: от 6,5 до 15 г.

## Общая оценка патрона
Конструкторам удалось создать комплекс оружие-патрон, который позволяет вести самозарядный огонь и успешно поражать цели на дальностях около 100—150 м, с хорошим останавливающим действием, что обусловлено пулей увеличенного, по сравнению с базовым нарезным патроном «7,62×39», калибра и массы пули. Основным достижением и нововведением патрона является его сближение по баллистическим характеристикам с патронам для нарезного оружия, что открывает новые возможности в покупке и коллекционировании гладкоствольного оружия и расширении его боевого потенциала. В частности, благодаря использованию данного патрона в комплексе патрон-оружие возможно улучшение характеристик комплекса без необходимости траты средств на более дорогостоящие нарезные аналоги и ожидания получения лицензии на приобретение нарезного оружия.

### Область применения
Областью рационального применения нового комплекса оружие-патрон является загонная охота на мелких и средних копытных, где не требуется повышенной точности и кучности на больших расстояниях и высокого останавливающего действия оружия 12-го калибра.

### Дистанция до 50 м
На таком расстоянии пуля патрона .366 ТКМ имеет максимальную останавливающую и убойную силу. На таком расстоянии желателен отстрел только средних животных (для мелких будет избыточен), и возможно некоторых крупных. Кабан, лось, косуля, волк, рысь, и даже некрупные медведи.

### Дистанции от 50 м до 150 м
На таком расстоянии убойная сила пули снижается. У полуоболочечных пуль возможно нераскрытие. На таком расстоянии желателен отстрел только средних животных косуля, волк, рысь, лиса.

### Дистанции 150—300 м
На расстояниях свыше 150 м и до 300 м данный патрон проигрывает традиционным нарезным патронам (в том числе и базовому 7,62×39) по скорости и настильности траектории, но превосходит калибр 7,62×39 по энергетике и импульсу пули (в частности, фабричными патронами с пулей «Конус» и самостоятельно снаряжёнными патронами с импортными полуоболочечными пулями калибра .375) и по этим параметрам приближается к патронам .308 Вин" и 7,62×54R. На таком расстоянии убойная сила пули заметно снижается, возможен отстрел мелких и средних животных. У полуоболочечных пуль высока вероятность нераскрытия, так что рекомендуется использовать оболочку для таких дистанций.

### Качество изделия
Низкое качество продаваемых в магазинах боеприпасов может поставить вопрос относительно первичной безопасности во время охоты на крупного зверя. Патрон этого калибра выпускается только одним предприятием, таким образом в случае прекращения выпуска патронов покупатель карабина, возможно, останется без фабрично произведённых боеприпасов. Самостоятельное переснаряжение гильз возможно, но затруднительно: во-первых, потребуется декапсюлятор для гильз с капсюлем Бердана или растяжка импортных латунных гильз калибра 7,62×39 с капсюлем Боксера; во-вторых, для применения в полуавтоматическом оружии необходим обжим гильзы перед переснаряжением, для возвращения её к заводским размерам (для гладкоствольных гильз он также нужен, исключение составляют лишь латунные гильзы, применяемые в двустволках и одностволках, но речь идет о полуавтоматическом оружии). Такого обжима, именуемого «Фуллсайз», требует любое полуавтоматическое и автоматическое оружие. Для этого нужны специальные матрицы и пресс. Пресс в настоящее время хоть и дорог, но купить его вполне возможно, как и матрицы, производство и поставку которых на российский рынок начала американская компания Lee.

### Стоимость на рынке РФ
Стоимость патрона относительно высока, приблизительно в три раза выше цены базового нарезного патрона 7,62×39.

## Критика патрона

### Проблемы пули SP13
По мере введения в производства боеприпасов с новыми полуоболочечными пулями возникли новые проблемы: у пули SP13 было зафиксировано увеличение диаметра свинцового сердечника, что приводило к увеличению общего диаметра пули, и, как следствие, невозможности её корректной эксплуатации. Действительно — эта проблема в 2017 году была решена, путём внесения изменений в технологический процесс.

## Оружие под патрон
К 2023 году в данном калибре были разработаны:
- самозарядные карабины:
  - ВПО-212 («Вепрь-Пионер» .366 ТКМ) и ВПО-213 («Вепрь-1В» .366 ТКМ) на базе карабина СКС и автомата АКМ и их аналоги ВПО-208 и ВПО-209, перестволенные из ранее изготовленного оружия, от компании «Молот-оружие»;
  - АК-366-Ланкастер, АКС-366-Ланкастер и СКС-366-Ланкастер на базе автоматов АКМ и АКС и карабина СКС со сверловкой Ланкастера от компании «Молот армз»;
  - STM-366 на базе винтовки AR-15 от компании «Союз-ТМ»;
  - TG2-366ТКМ на базе автомата АК-103[2] и TR3-366ТКМ на базе автомата АК-15[3] от концерна «Калашников».
  - TG2S — аналог TG2 в исполнении 033 «Коротыш», но полностью гладкоствольное, как ответ на новые поправки, от концерна «Калашников»[4] Имеет возможность установки насадка парадокс на дульный срез.
- Карабины с ручным заряжанием:
  - ТК503 — на базе винтовки АТА Армс.

## Юридические особенности
Оружейное законодательство России по состоянию до 2021 года относит оружие, использующее сверловку Ланкастера и «Парадокс», к гладкоствольному де-юре, для владения которым достаточно иметь только лицензию без стажа, необходимого для владения нарезным оружием.
После массового убийства в казанской гимназии № 175 в мае 2021 года президент РФ Владимир Путин поручил ужесточить правила оборота гражданского оружия. В предложенных поправках к закону об оружии от июня 2021 года, гладкоствольные ружья с сверловкой ствола «Ланкастер» и «Парадокс» приравниваются к нарезным.

## Перспективы
Поскольку к июню 2027 года все владельцы огнестрельного оружия, купившие его до июня 2022 года, получат необходимый для покупки нарезного оружия стаж 5 лет, а также в связи с прекращением производства оружия со сверловкой ствола «Ланкастер» в 2021-22 годах, можно предположить, что к 2027 году интерес покупателей к боеприпасу если и не упадёт до нуля, то будет держаться на сравнительно небольшом числе энтузиастов. Что скорее всего приведёт к прекращению производства патронов 366ТКМ. Однако, разработка и доводка новых боеприпасов для 366ткм продолжается.

## .366 Магнум
Усиленная версия патрона .366 ТКМ. У патрона .366 Magnum масса пуль от 11 до 15 грамм, а скорость 700—750 м/c. Энергия пули может доходить до 3200 ДЖ. Гильза патрона .366 Magnum вмещает больше пороха, потому что используется гильза от патрона 7.62 х 51, тогда как у .366 ТКМ от 7.62 х 39. Пуля является отличным медиумом между .366 ТКМ и 9.6х53 Ланкастер. Имеет отличные показатели при стрельбе из винтовок на малые и средние дистанции. Имеет более стабильное раскрытие, чем вышеупомянутые калибры.